# Igor Perrig
Igor Alexander Perrig (* 22. Juni 1964 in Brig) ist ein Schweizer Historiker und Autor, der zu Sicherheitspolitik publiziert.

## Leben
Perrig absolvierte die Matura am Kollegium Spiritus Sanctus in Brig, wo er mit dem Vulgo „Hägar“ der Studentenverbindung Sectio Brigensis angehörte. Er studierte Geschichte und Kommunikationswissenschaften an der Universität Freiburg und wurde 1994 bei Urs Altermatt in Schweizer Geschichte promoviert. An der School of Public Affairs der University of Maryland spezialisierte er sich in Sicherheitspolitik und Internationale Beziehungen. Von 1992 bis 1993 arbeitete er als wissenschaftlicher Mitarbeiter am Center for International Security Studies in Maryland. 2006 schloss er den Studiengang Master of Public Administration an der Universität Bern ab.
Von 1993 bis 1994 arbeitete Perrig im Generalsekretariat der North Atlantic Assembly in Brüssel und befasste sich dort besonders mit der Integration der osteuropäischen Staaten in die NATO. Von 1994 bis 2008 arbeitete er für das Eidgenössischen Departement für Verteidigung, Bevölkerungsschutz und Sport, u. a. als sicherheitspolitischer Berater des Generalstabschefs und als Chef der Sektion Partnerschaft für den Frieden. Ab 2008 war er Public Affairs Manager der Swisselectric, von 2016 bis 2017 war er als selbstständiger Berater in Brig tätig. Perrig ist Oberstleutnant der Schweizer Armee.
Perrig gehört der CVP an. Er kandidierte 2016 für den Stadtrat der Gemeinde Brig-Glis. Er setzt sich für Atomenergie ein.

## Wissenschaftliche Tätigkeit
Perrigs Dissertation Geistige Landesverteidigung im Kalten Krieg. Der Schweizerische Aufklärungsdienst (SAD) und Heer und Haus, 1945–1963, Brig 1993, wurde in der Forschung mehrfach rezipiert. Er weist darin illegale Staatsschutztätigkeiten des SAD bis ins Jahr 1957 nach und skizziert den Kalten Krieg in einem von ihm entwickelten Vier-Phasenmodell.
Von 2000 bis 2011 veröffentlichte er Beiträge in der  Allgemeinen Schweizerischen Militärzeitschrift, darunter ein Artikel zu Carl von Clausewitz.

## Schriften (Auswahl)
- Die Brigensis, 1960–1988. Selbstverlag, Freiburg 1988 (Seminararbeit, Universität Freiburg (Schweiz)).
- Die Berichterstattung des Zweiten Weltkriegs in der Schweizer Presse. Eine Presseschau anhand der Beispiele Stalingrad und Invasion. Freiburg 1989 (Lizentiatsarbeit, Universität Freiburg (Schweiz), 1989).
- Geistige Landesverteidigung im Kalten Krieg. Der Schweizerische Aufklärungsdienst (SAD) und Heer und Haus, 1945–1963. Selbstverlag, Brig 1993 (Dissertation, Universität Freiburg (Schweiz), 1993).
- Die Partnerschaft für den Frieden und die Schweizer Armee. In: Hans Eberhart, Albert A. Stahel (Hrsg.): Schweizerische Militärpolitik der Zukunft. Sicherheitsgewinn durch stärkeres internationales Engagement. NZZ-Verlag, Zürich 2000, ISBN 3-85823-849-X, S. 241–265.
- Europäische Sicherheits- und Verteidigungspolitik und die Schweiz. Entwicklungsstand, Strategie, politischer Prozess. Selbstverlag, Boll 2005 (Masterarbeit, Universität Bern, 2005).